# A Lego Ninjago: A Spinjitzu mesterei webizódjainak listája
Ez a szócikk a Lego Ninjago: A Spinjitzu mesterei című animációs sorozat webizódjait sorolja fel.

## Évados áttekintés

### Mini epizódok
| Évad                | Évad                  | Évad neve                           | Epizódok | Eredeti sugárzás     | Eredeti sugárzás     | Eredeti adó          | Magyar sugárzás      | Magyar sugárzás     | Magyar adó  |
| Évad                | Évad                  | Évad neve                           | Epizódok | Évadpremier          | Évadfinálé           | Eredeti adó          | Évadpremier          | Évadfinálé          | Magyar adó  |
| ------------------- | --------------------- | ----------------------------------- | -------- | -------------------- | -------------------- | -------------------- | -------------------- | ------------------- | ----------- |
|                     | 1                     | Mini epizódok                       | 6        | 2011. január 14.     | 2011. január 14.     | Lego Honlap          | 2011.                | 2011.               | Lego Honlap |
| 2018. november 21.  | 2018. november 21.    | Mini epizódok                       | 6        |                      | 2019. november 13.   | 2019. november 13.   |                      |                     |             |
|                     | 2                     | Chen mini epizódjai                 | 5        | 2015. július 14.     | 2015. augusztus 1.   | Nem Szinkronizálták  | Nem Szinkronizálták  |                     |             |
|                     | Webizód               | Webizód                             | Webizód  | 2016. április 1.     | 2016. április 1.     | 2016. augusztus 8.   | 2016. augusztus 8.   |                     |             |
|                     | 3                     | Wu-Cru                              | 8        | 2016. február 1.     | 2016. december 19.   | 2016. május 11.      | 2016. október 8.     |                     |             |
|                     | 4                     | A Légi-kalózok legendái             | 6        | 2016. február 17.    | 2016. április 25.    | 2016. május 11.      | 2016. augusztus 20.  |                     |             |
| 2018. november 18.  | 2018. november 18.    | A Légi-kalózok legendái             | 6        | 2018. december 17.   | 2018. december 17.   |                      |                      |                     |             |
|                     | 5                     | A régmúlt gonosztevői               | 6        | 2016. június 13.     | 2016. augusztus 1.   | 2016. augusztus 15.  | 2016. október 26.    |                     |             |
| 2018. november 24.  | 2018. november 24.    | A régmúlt gonosztevői               | 6        | 2019. november 6.    | 2019. november 6.    |                      |                      |                     |             |
|                     | Samurai X Mini Epizód | Samurai X Mini Epizód               | 1        | 2017. február 3.     | 2017. február 3.     | 2017. február 7.     | 2017. február 7.     |                     |             |
|                     | 6                     | Meet The Ninja                      | 6        | 2017.                | 2017.                | LEGO Life            | Nem Szinkronizálták  | Nem Szinkronizálták | TBA         |
|                     | 7                     | Operation Heavy Metal               | 4        | 2017. május 23.      | 2017. május 23.      |                      | Nem Szinkronizálták  | Nem Szinkronizálták | TBA         |
| 2022. október 26.   | 7                     | Operation Heavy Metal               | 4        | 2023. február 28.    | Twitter              | Nem Szinkronizálták  | Nem Szinkronizálták  | TBA                 |             |
|                     | 8                     | Wu teái                             | 20       | 2017. július 13.     | 2017. július 13.     |                      | 2017. július 21.     | 2017. július 21.    |             |
| 2018. március 17.   | 8                     | Wu teái                             | 20       | 2017. július 13.     | 2017. július 13.     | 2018. május 20.      |                      |                     |             |
| 2018. április 12.   | 8                     | Wu teái                             | 20       | 2018. november 15.   | Lego Honlap          | 2018. október 30.    | 2018. december 20.   | Lego Honlap         |             |
|                     | Special               | Special                             | 1        | 2017. szeptember 14. | 2017. szeptember 14. |                      | Nem Szinkronizálták  | Nem Szinkronizálták | TBA         |
|                     | 9                     | Dekódolva                           | 10       | 2017. november 23.   | 2018. január 29.     |                      | Nem Szinkronizálták  | Nem Szinkronizálták | TBA         |
|                     | 10                    | Történetek a Spinjitzu monostorából | 6        | 2018. december 19.   | 2018. december 19.   | Lego Honlap          | 2018. december 31.   | 2018. december 31.  | Lego Honlap |
| 2019. február 1.    | 10                    | Történetek a Spinjitzu monostorából | 6        | 2019. február 10.    |                      | 2019. február 20.    | 2019. február 25.    |                     |             |
| Amerikában kimaradt | Amerikában kimaradt   | Történetek a Spinjitzu monostorából | 6        | 2019. február 27.    | 2019. február 27.    |                      |                      |                     |             |
|                     | 11                    | Prime Birodalom rövidfilmek         | 6        | 2020. január 7.      | 2020. április 21.    | 2020. augusztus 30.  | 2020. szeptember 2.  |                     |             |
|                     | 12                    | Ninjago: Reimagined                 | 5        | 2021. április 23.    | 2021. május 21.      | 2021. július 16.     | 2021. július 16.     |                     |             |
| 2021. június 4.     | 12                    | Ninjago: Reimagined                 | 5        |                      |                      | 2021. július 16.     | 2021. július 16.     |                     |             |
|                     | 13                    | Ninja Vlog                          | 4        | 2021. május 28.      | 2021. július 9.      | LEGO Life            | 2021. május 28.      | 2021. július 9.     | Lego Honlap |
|                     | 14                    | The Virtues of Spinjitzu            | 6        | 2022. január 11.     | 2022. február 15.    |                      | Nem Szinkronizálták  | Nem Szinkronizálták |             |
| 2022. február 22.   | 2022. február 22.     | The Virtues of Spinjitzu            | 6        | Nem Szinkronizálták  | Nem Szinkronizálták  |                      |                      |                     |             |
|                     | 15                    | Legmerészebb Álmok                  | 4        | 2023. április 17.    | 2023. április 17.    | 2023. szeptember 27. | 2023. szeptember 30. |                     |             |

## Évadok

### 1.évad: Mini epizódok (Mini Movies) (2011)
| #  | #  | Eredeti cím                  | Magyar cím                   | Rendezte        | Írta              | Eredeti premier  | Eredeti premier    | Magyar premier | Magyar premier     |
| #  | #  | Eredeti cím                  | Magyar cím                   | Rendezte        | Írta              | Lego Honlap      | YouTube            | Lego Honlap    | YouTube            |
| -- | -- | ---------------------------- | ---------------------------- | --------------- | ----------------- | ---------------- | ------------------ | -------------- | ------------------ |
| 1. | 1. | Secrets of the Blacksmith    | A Kovács Titkai              | Peter Dodd      | Tommy Andreasen   | 2011. január 14. | 2018. november 21. | 2011.          | 2019. november 13. |
| 2. | 2. | Flight of the Dragon Ninja   | Sárkányháton                 | Peter Dodd      | Tommy Andreasen   | 2011. január 14. | 2018. november 21. | 2011.          | 2019. november 13. |
| 3. | 3. | The New Masters of Spinjitzu | Az Új Spinjitzu mesterek     | Peter Dodd      | William Thorogood | 2011. január 14. | 2018. november 21. | 2011.          | 2019. november 13. |
| 4. | 4. | An Underwordly Takeover      | Hatalomátvétel az Alvilágban | Michael Helmuth | Tommy Andreasen   | 2011. január 14. | 2018. november 21. | 2011.          | 2019. november 13. |
| 5. | 5. | Return to Fire Temple        | Visszatérés a Tűz templomába | Michael Helmuth | William Thorogood | 2011. január 14. | 2018. november 21. | 2011.          | 2019. november 13. |
| 6. | 6. | Battle Between Brothers      | Testvérháború                | Michael Helmuth | Brian Ellis       | 2011. január 14. | 2018. november 21. | 2011.          | 2019. november 13. |

### 2.évad: Chen mini epizódjai (Chen's Mini Movies) (2015)
| #   | #  | Eredeti cím                | Magyar cím | Rendezte                 | Írta           | Eredeti premier    | Magyar premier      |
| --- | -- | -------------------------- | ---------- | ------------------------ | -------------- | ------------------ | ------------------- |
| 7.  | 1. | Chen's New Chair           |            | Sanne Dirckinck-Holmfeld | Jeppe Sandholt | 2015. július 14.   | Nem Szinkronizálták |
| 8.  | 2. | Chair Play Chen            |            | Claus Darholt            | Jeppe Sandholt | 2015. július 25.   | Nem Szinkronizálták |
| 9.  | 3. | Chair Up Chen              |            | Dolf Krarup              | Jeppe Sandholt | 2015. július 25.   | Nem Szinkronizálták |
| 10. | 4. | Chairful What You Wish For |            | Sanne Dirckinck-Holmfeld | Jeppe Sandholt | 2015. augusztus 1. | Nem Szinkronizálták |
| 11. | 5. | Bad Chair Day              |            | Jeppe Sandholt           | Jeppe Sandholt | 2015. augusztus 1. | Nem Szinkronizálták |

### Webizód (2016)
| #  | Eredeti cím             | Magyar cím                | Rendezte | Írta | Eredeti premier  | Magyar premier     |
| -- | ----------------------- | ------------------------- | -------- | ---- | ---------------- | ------------------ |
| 1. | Cole's Ghostly Struggle | Cole Kísérteties Küzdelme |          |      | 2016. április 1. | 2016. augusztus 8. |

### 3.évad: Wu-Cru (2016)
| #   | #  | Eredeti cím           | Magyar cím                  | Rendezte       | Írta                       | Eredeti premier      | Magyar premier                     |
| --- | -- | --------------------- | --------------------------- | -------------- | -------------------------- | -------------------- | ---------------------------------- |
| 12. | 1. | Welcome To The Wu-Cru | Csatlakozz a Wu-Cru klánhoz | Michael Hegner | Dan Hageman, Kevin Hageman | 2016. február 1.     | 2016. május 11.2016. augusztus 07. |
| 13. | 2. | Build With Your Cru   | Építs a Cru klánnal         | Michael Hegner | Dan Hageman, Kevin Hageman | 2016. március 14.    | 2016. augusztus 14.                |
| 14. | 3. | Train With Your Cru   | Eddz a Cru klánnal          | Michael Hegner | Dan Hageman, Kevin Hageman | 2016. március 14.    | 2016. augusztus 21.                |
| 15. | 4. | Grow Your Cru!        | Fejlődj a Cru klánnal       | Michael Hegner | Dan Hageman, Kevin Hageman | 2016. április 18.    | 2016. október 28.                  |
| 16. | 5. | The Journey           | Az utazás                   | Michael Hegner | Dan Hageman, Kevin Hageman | 2016. július 18.     | 2016. október 2.                   |
| 17. | 6. | Whatever it Takes!    | Bármi áron                  | Michael Hegner | Dan Hageman, Kevin Hageman | 2016. augusztus 16.  | 2016. október 2.                   |
| 18. | 7. | Prepare for Anything! | Készülj fel mindenre!       | Michael Hegner | Dan Hageman, Kevin Hageman | 2016. szeptember 14. | 2016. október 8.                   |
| 19. | 8. | We Are the WU-CRU!    | Mi vagyuk a Wu-Cru          | Michael Hegner | Dan Hageman, Kevin Hageman | 2016. december 19.   | 2016. szeptember 21.               |

### 4.évad: A Légi-kalózok legendái (The Tall Tale of Sky Pirates) (2016)
| #   | #  | Eredeti cím                       | Magyar cím                 | Rendezte       | Írta                       | Eredeti premier   | Eredeti premier    | Magyar premier      | Magyar premier     |
| #   | #  | Eredeti cím                       | Magyar cím                 | Rendezte       | Írta                       | Részenként        | Összeállítás       | Részenként          | Összeállítás       |
| --- | -- | --------------------------------- | -------------------------- | -------------- | -------------------------- | ----------------- | ------------------ | ------------------- | ------------------ |
| 20. | 1. | The Tall Tale of Flintlocke       | Flintlocke legendája       | Michael Hegner | Dan Hageman, Kevin Hageman | 2016. február 17. | 2018. november 18. | 2016. május 11.     | 2018. december 17. |
| 21. | 2. | The Tall Tale of Clancee          | Clancee legendája          | Michael Hegner | Dan Hageman, Kevin Hageman | 2016. február 28. | 2018. november 18. | 2016. május 11.     | 2018. december 17. |
| 22. | 3. | The Tall Tale of Doubloon         | Doubloon legendája         | Michael Hegner | Dan Hageman, Kevin Hageman | 2016. március 14. | 2018. november 18. | 2016. május 11.     | 2018. december 17. |
| 23. | 4. | The Tall Tale of Dogshank         | Dogshank legendája         | Michael Hegner | Dan Hageman, Kevin Hageman | 2016. április 2.  | 2018. november 18. | 2016. augusztus 13. | 2018. december 17. |
| 24. | 5. | The Tall Tale of Monkey Wretch    | Wretch Majom legendája     | Michael Hegner | Dan Hageman, Kevin Hageman | 2016. április 20. | 2018. november 18. | 2016. augusztus 27. | 2018. december 17. |
| 25. | 6. | The Tall Tale of Sqiffy and Bucko | Squiffy és Bucko legendája | Michael Hegner | Dan Hageman, Kevin Hageman | 2016. április 25. | 2018. november 18. | 2016. augusztus 20. | 2018. december 17. |

### 5.évad: A régmúlt gonosztevői (Villain Throwback) (2016)
| #   | #  | Eredeti cím              | Magyar cím            | Rendezte       | Írta                       | Eredeti premier    | Eredeti premier    | Magyar premier      | Magyar premier    |
| #   | #  | Eredeti cím              | Magyar cím            | Rendezte       | Írta                       | Részenként         | Összeállítás       | Részenként          | Összeállítás      |
| --- | -- | ------------------------ | --------------------- | -------------- | -------------------------- | ------------------ | ------------------ | ------------------- | ----------------- |
| 26. | 1. | The Story of Samukai     | Samukai története     | Michael Hegner | Dan Hageman, Kevin Hageman | 2016. június 13.   | 2018. november 24. | 2016. augusztus 15. | 2019. november 6. |
| 27. | 2. | The Story of Pythor      | Pythor története      | Michael Hegner | Dan Hageman, Kevin Hageman | 2016. június 20.   | 2018. november 24. | 2016. november 4.   | 2019. november 6. |
| 28. | 3. | The Story of Kozu        | Kozu története        | Michael Hegner | Dan Hageman, Kevin Hageman | 2016. június 27.   | 2018. november 24. | 2016. augusztus 22. | 2019. november 6. |
| 29. | 4. | The Story of Cryptor     | Cryptor története     | Michael Hegner | Dan Hageman, Kevin Hageman | 2016. július 7.    | 2018. november 24. | 2016. október 20.   | 2019. november 6. |
| 30. | 5. | The Story of Master Chen | Chen Mester története | Michael Hegner | Dan Hageman, Kevin Hageman | 2016. augusztus 1. | 2018. november 24. | 2016. október 12.   | 2019. november 6. |
| 31. | 6. | The Story of Morro       | Morro története       | Michael Hegner | Dan Hageman, Kevin Hageman | 2016. augusztus 1. | 2018. november 24. | 2016. október 26.   | 2019. november 6. |

### Samurai X Mini Epizód (2017)
| #   | #  | Eredeti cím      | Magyar cím              | Rendezte | Írta | Eredeti premier  | Magyar premier   |
| --- | -- | ---------------- | ----------------------- | -------- | ---- | ---------------- | ---------------- |
| 32. | 1. | Samurai X Rising | Samuráj X felemelkedése |          |      | 2017. február 3. | 2017. április 7. |

### 6.évad: Meet The Ninja (2017)
| #   | #  | Eredeti cím | Magyar cím | Eredeti premier | Magyar premier      |
| --- | -- | ----------- | ---------- | --------------- | ------------------- |
| 33. | 1. | Meet Cole   |            | 2017.           | Nem Szinkronizálták |
| 34. | 2. | Meet Lloyd  |            | 2017.           | Nem Szinkronizálták |
| 35. | 3. | Meet Kai    |            | 2017.           | Nem Szinkronizálták |
| 36. | 4. | Meet Jay    |            | 2017.           | Nem Szinkronizálták |
| 37. | 5. | Meet Zane   |            | 2017.           | Nem Szinkronizálták |
| 38. | 6. | Meet Nya    |            | 2017.           | Nem Szinkronizálták |

### 7.évad: Operation Heavy Metal (2017)
| #   | #  | Eredeti cím                        | Magyar cím | Rendezte | Írta | Eredeti premier           | Eredeti premier             | Magyar premier      |
| #   | #  | Eredeti cím                        | Magyar cím | Rendezte | Írta | Kínai                     | Angol                       | Magyar premier      |
| --- | -- | ---------------------------------- | ---------- | -------- | ---- | ------------------------- | --------------------------- | ------------------- |
| 39. | 1. | Operation Heavy Metal: Macchia     |            |          |      | 2017. május 23. (YouTube) | 2022. október 28. (Twitter) | Nem Szinkronizálták |
| 40. | 2. | Operation Heavy Metal: Buffmillion |            |          |      | 2017. május 23. (YouTube) | 2023. január 20. (Twitter)  | Nem Szinkronizálták |
| 41. | 3. | Operation Heavy Metal: Blunck      |            |          |      | 2017. május 23. (YouTube) | 2022. október 26. (Twitter) | Nem Szinkronizálták |
| 42. | 4. | Operation Heavy Metal: Raggmunk    |            |          |      | 2017. május 23. (YouTube) | 2023. február 28. (Twitter) | Nem Szinkronizálták |

### 8.évad:Wu Teái(Wu's Teas) (2017)
| #   | #   | Eredeti cím            | Magyar cím           | Eredeti premier  | Eredeti premier    | Magyar premier        | Magyar premier                   | Magyar premier     |
| #   | #   | Eredeti cím            | Magyar cím           | YouTube          | Lego Honlap        | LEGO YouTube-csatorna | Cartoon Network YouTube-csatorna | Lego Honlap        |
| --- | --- | ---------------------- | -------------------- | ---------------- | ------------------ | --------------------- | -------------------------------- | ------------------ |
| 43. | 1.  | Secret Teas            | Titkos teák          | 2017. július 13. | 2018. április 12.  | 2017. július 21.      | 2018. március 17.                | 2018. november 5.  |
| 44. | 2.  | Spinny Sign            | Keringő              | 2017. július 13. | 2018. április 12.  | 2017. július 21.      | 2018. március 18.                | 2018. november 1.  |
| 45. | 3.  | Music Night Part 1     | Hangverseny, 1. rész | 2017. július 13. | 2018. november 1.  | 2017. július 21.      | 2018. március 24.                | 2018. november 12. |
| 46. | 4.  | Music Night Part 2     | Hangverseny, 2. rész | 2017. július 13. | 2018. november 3.  | 2017. július 21.      | 2018. március 25.                | 2018. november 6.  |
| 47. | 5.  | Names                  | Kibetűzés            | 2017. július 13. | 2018. november 2.  | 2017. július 21.      | 2018. március 31.                | 2018. november 6.  |
| 48. | 6.  | Funny Guys             | Jópofizás            | 2017. július 13. | 2018. április 12.  | 2017. július 21.      | 2018. április 1.                 | 2018. október 31.  |
| 49. | 7.  | Inspection Day         | Tiszta szerencse     | 2017. július 13. | 2018. április 12.  | 2017. július 21.      | 2018. április 7.                 | 2018. október 31.  |
| 50. | 8.  | Panda-Monium           | Pandamánia           | 2017. július 13. | 2018. április 13.  | 2017. július 21.      | 2018. április 8.                 | 2018. november 8.  |
| 51. | 9.  | Remote Control Zane    | Robotmunka           | 2017. július 13. | 2018. április 12.  | 2017. július 21.      | 2018. április 14.                | 2018. november 2.  |
| 52. | 10. | Trojan Tea Kettle      | Trójai helló         | 2017. július 13. | 2018. április 13.  | 2017. július 21.      | 2018. április 15.                | 2018. október 30.  |
| 53. | 11. | Mystery Dust           | Bűvös por            | 2017. július 13. | 2018. április 22.  | 2017. július 21.      | 2018. április 21.                | 2018. október 31.  |
| 54. | 12. | Cool-Headed Kai        | Kai, a kőszikla      | 2017. július 13. | 2018. november 15. | 2017. július 21.      | 2018. április 22.                | 2018. december 20. |
| 55. | 13. | Undercover Zane        | Zane, a kém          | 2017. július 13. | 2018. április 12.  | 2017. július 21.      | 2018. április 28.                | 2018. november 2.  |
| 56. | 14. | Lloyd's Late           | Lloyd, a lassú       | 2017. július 13. | 2018. április 12.  | 2017. július 21.      | 2018. április 29.                | 2018. november 2.  |
| 57. | 15. | Steep Serviellance     | A besurranó          | 2017. július 13. | 2018. április 19.  | 2017. július 21.      | 2018. május 5.                   | 2018. november 7.  |
| 58. | 16. | The Coin Toss          | Fej, vagy írás       | 2017. július 13. | 2018. október 31.  | 2017. július 21.      | 2018. május 6.                   | 2018. november 9.  |
| 59. | 17. | Nya's Mural            | A festmény           | 2017. július 13. | 2018. április 13.  | 2017. július 21.      | 2018. május 12.                  | 2018. november 1.  |
| 60. | 18. | Zaney Chess Game       | Sakk-matt            | 2017. július 13. | 2018. április 16.  | 2017. július 21.      | 2018. május 13.                  | 2018. december 20. |
| 61. | 19. | The Taste Test         | A kóstoló            | 2017. július 13. | 2018. április 21.  | 2017. július 21.      | 2018. május 19.                  | 2018. november 1.  |
| 62. | 20. | A Beautiful Friendship | Baráti gesztus       | 2017. július 13. | 2018. április 22.  | 2017. július 21.      | 2018. május 20.                  | 2018. november 1.  |

### Special: Happy Birthday (2017)
| #   | #  | Eredeti cím            | Magyar cím | Rendezte | Írta | Eredeti premier                | Magyar premier      |
| --- | -- | ---------------------- | ---------- | -------- | ---- | ------------------------------ | ------------------- |
| 63. | 1. | Happy Birthday to You! |            |          |      | 2017. szeptember 14. (Netflix) | Nem Szinkronizálták |

### 9.évad:Ninjago: Dekódolva(Ninjago: Decoded) (2017-2018)
| #   | #   | Eredeti cím                 | Magyar cím                | Rendezte                    | Írta                       | Eredeti premier    | Eredeti premier  | Magyar premier      |
| #   | #   | Eredeti cím                 | Magyar cím                | Rendezte                    | Írta                       | Hivatalos Premier  | YouTube          | Magyar premier      |
| --- | --- | --------------------------- | ------------------------- | --------------------------- | -------------------------- | ------------------ | ---------------- | ------------------- |
| 64. | 1.  | Legacy                      | Örökség                   | Asa Tait, J. Rick Castañeda | Psychic Bunny Writing Team | 2017. november 23. | 2018. január 13. | Nem Szinkronizálták |
| 65. | 2.  | Vehicles and Mechs          | Járművek és Gépek         | Asa Tait, J. Rick Castañeda | Psychic Bunny Writing Team | 2017. december 4.  | 2018. január 13. | Nem Szinkronizálták |
| 66. | 3.  | Legendary Places            | Legendás Helyek           | Asa Tait, J. Rick Castañeda | Psychic Bunny Writing Team | 2017. december 11. | 2018. január 13. | Nem Szinkronizálták |
| 67. | 4.  | Ninjago's Most Wanted       | Ninjago Körözés Alatt     | Asa Tait, J. Rick Castañeda | Psychic Bunny Writing Team | 2017. december 18. | 2018. január 13. | Nem Szinkronizálták |
| 68. | 5.  | The Digiverse and Beyond    | A Digiverzumba és tovább  | Asa Tait, J. Rick Castañeda | Psychic Bunny Writing Team | 2017. december 25. | 2018. január 13. | Nem Szinkronizálták |
| 69. | 6.  | The Elemental Masters       | Az Elemi Mesterek         | Asa Tait, J. Rick Castañeda | Psychic Bunny Writing Team | 2018. január 1.    | 2018. január 13. | Nem Szinkronizálták |
| 70. | 7.  | Beasts and Dragons          | Bestiák és Sárkányok      | Asa Tait, J. Rick Castañeda | Psychic Bunny Writing Team | 2018. január 8.    | 2018. január 13. | Nem Szinkronizálták |
| 71. | 8.  | Rise of Garmadon            | Garmadon felemelkedése    | Asa Tait, J. Rick Castañeda | Psychic Bunny Writing Team | 2018. január 15.   | 2018. január 13. | Nem Szinkronizálták |
| 72. | 9.  | Prophecy of the Green Ninja | A Zöld Nindzsa próféciája | Asa Tait, J. Rick Castañeda | Psychic Bunny Writing Team | 2018. január 22.   | 2018. január 13. | Nem Szinkronizálták |
| 73. | 10. | Greatest Battles            | A Legnagyobb Csaták       | Asa Tait, J. Rick Castañeda | Psychic Bunny Writing Team | 2018. január 29.   | 2018. január 13. | Nem Szinkronizálták |

### [* 1]10.évad:A Spinjitzu monostor történetei(Tales from the Monastery of Spinjitzu) (2018)[50]
| #   | #  | Eredeti cím       | Magyar cím         | Rendezte                 | Írta            | Eredeti premier    | Eredeti premier   | Magyar premier     | Magyar premier    | Magyar premier    |
| #   | #  | Eredeti cím       | Magyar cím         | Rendezte                 | Írta            | Lego Honlap        | YouTube           | Lego Honlap        | YouTube           | Összeállítás      |
| --- | -- | ----------------- | ------------------ | ------------------------ | --------------- | ------------------ | ----------------- | ------------------ | ----------------- | ----------------- |
| 74. | 1. | Master Class      | Mesterképzés       | Rolf Rolf                | Tommy Andreasen | 2018. december 19. | 2019. február 9.  | 2018. december 31. | 2019. február 24. | 2019. február 27. |
| 75. | 2. | Green and Gold    | Zöld Őrangyal      | Benjamin Brokop          | Tommy Andreasen | 2018. december 19. | 2019. február 10. | 2018. december 31. | 2019. február 21. | 2019. február 27. |
| 76. | 3. | The Weekend Drill | Kaland csavarral   | Jeppe Sandholt           | Tommy Andreasen | 2018. december 19. | 2019. február 1.  | 2018. december 31. | 2019. február 20. | 2019. február 27. |
| 77. | 4. | Elemental Rider   | Elemi harcos       | Sanne Dirckinck-Holmfeld | Tommy Andreasen | 2018. december 19. | 2019. február 2.  | 2018. december 31. | 2019. február 23. | 2019. február 27. |
| 78. | 5. | Blue Lightning    | Kék villám         | Peter Egeberg            | Tommy Andreasen | 2018. december 19. | 2019. február 3.  | 2018. december 31. | 2019. február 22. | 2019. február 27. |
| 79. | 6. | Samurai X-Treme   | Szamuráj extrákkal | Peter Egeberg            | Tommy Andreasen | 2018. december 19. | 2019. február 8.  | 2018. december 31. | 2019. február 25. | 2019. február 27. |

### 11.évad: Prime Empire rövidfilmek (Prime Empire Original Shorts) (2020)
| #   | #  | Eredeti cím                 | Magyar cím                | Rendezte             | Írta                       | Eredeti Premier   | Magyar premier      |
| --- | -- | --------------------------- | ------------------------- | -------------------- | -------------------------- | ----------------- | ------------------- |
| 80. | 1. | Let's Dance                 | Táncolj!                  | Jennifer Gugliemucci | Alisha Brophy, Scott Miles | 2020. január 7.   | 2020. augusztus 31. |
| 81. | 2. | Upgrade                     | A frissítés               | Joel Salasay         | Alisha Brophy, Scott Miles | 2020. január 13.  | 2020. augusztus 30. |
| 82. | 3. | The Meaning of Victory      | A győzelem jelentése      | Clint Gamble         | Chato Hill                 | 2020. február 28. | 2020. szeptember 1. |
| 83. | 4. | The Stowaway                | A potyautas               | Juan Franzius        | Chato Hill                 | 2020. március 2.  | 2020. szeptember 2. |
| 84. | 5. | Manhunt                     | A hajsza                  | Ashley Lynch         | Chato Hill                 | 2020. március 3.  | 2020. szeptember 1. |
| 85. | 6. | Gayle Gossip: A Closer Look | Gayle Bulvár: Közelebbről | Daniel Ife           | Alisha Brophy, Scott Miles | 2020. április 21. | 2020. augusztus 31. |

### 12. Évad: Ninjago: Reimagined (Ninjago: Újragondolva (2021)[63]
| Sor. | Év. | Cím                                                             | Rendező       | Író                                                                                          | Premier                                                                                         | Nézettség |
| --- | --- | --------------------------------------------------------------- | ------------- | -------------------------------------------------------------------------------------------- | ----------------------------------------------------------------------------------------------- | --------- |
| 86. | 1.  | Mesteri küldetés (Golden Legend)                                | Ben Marsaud   | Mikkel Okholm, Ben Marsaud, Kevin Burke, Chris "Doc" Wyatt                                   | 2021. április 23. 2021. július 16.                                                              |           |
| Ez a NINJAGO Örökség kisfilm egy szamurájharcosról szól, aki egy sárkánnyal küzd meg! |     |                                                                 |               |                                                                                              |                                                                                                 |           |
| 87. | 2.  | Aranyfutam (Golden Rush)                                        | Shaofu Zang   | Andrew Chesworth, Frank Gibson, Noelle Rafaelle, Shaofu Zang, Kevin Burke, Chris "Doc" Wyatt | 2021. április 30. 2021. augusztus 18. (Lego Honlap) 2021. július 16.                            |           |
| Ez a kisfilm Nya és Kai futamát mutatja be, ahogy végigszáguldanak NINJAGO városának futurisztikus utcáin! Egy rejtélyes mechanikus erővel bíró ellenség üldözőbe vette őket, a nindzsa-testvérpár pedig a Borg-torony felé siet, mielőtt a város sötétségbe burkolódzik – az erőteljes tárggyal együtt.       |     |                                                                 |               |                                                                                              |                                                                                                 |           |
| 88. | 3.  | Az aranynindzsa egy napja (A Day in the Life of a Golden Ninja) | Ridd Sorensen | Ridd Sorensen, Kevin Burke, Chris "Doc" Wyatt                                                | 2021. május 7. 2021. október 21. (Lego Honlap) 2021. július 16. 2021. október 13. (Lego Honlap) |           |
| Ez a kisfilm az Aranynindzsáról és kis sárkány kedvencéről szól! Izgalmas nap elé néznek, hiszen először napi teendőjüket kell elvégezniük a kolostor körül, csak azután kezdődhet a nagyszerű kaland… |     |                                                                 |               |                                                                                              |                                                                                                 |           |
| 89. | 4.  | Izzasztó örökzöldek (Sweatin' to the Goldies)                   | Rich Johnson  | Kevin Burke, Chris "Doc" Wyatt                                                               | 2021. május 14. 2021. szeptember 15. (Lego Honlap) 2021. július 16.                             |           |
| NINJAGO városában mindenki az új „Clutch Powers: A Musical Life” c. filmről beszél. Jay és Zane furcsállja, hogy Clutch énekelni majd táncolni kezd. Ez nem a valóság – az elég kiszámíthatatlan. De talán csak így győzhető le az az ellenség, aki minden lépésedről tud… hogy valami kiszámíthatatlant tégy… |     |                                                                 |               |                                                                                              |                                                                                                 |           |
| 90. | 5.  | Az idő drága (Golden Hour)                                      | CC Pixels     | Ryan Estabrooks, Kevin Burke, Chris "Doc" Wyatt                                              | 2021. május 21. 2021. augusztus 19. (Lego Honlap) 2021. július 16.                              |           |
| Gondolkodtál már azon, mi történt Wu mesterrel, mikor Az idő jobb és bal kezével harcolt egy időörvényben? |     |                                                                 |               |                                                                                              |                                                                                                 |           |

### 13. Évad: Ninja Vlog (2021)
| #   | #  | Eredeti cím                              | Magyar cím                                        | Rendezte | Írta | Eredeti Premier  | Magyar premier               |
| --- | -- | ---------------------------------------- | ------------------------------------------------- | -------- | ---- | ---------------- | ---------------------------- |
| 91. | 1. | Our FIRST ever Ninja Vlog!               | Az ELSŐ Ninja Vlogunk!                            |          |      | 2021. május 28.  | 2021. május 28. (Felíratos)  |
| 92. | 2. | Arrivals, Discoveries and... Chickens... | Érkezések, felfedezések és... Csirkék...          |          |      | 2021. június 11. | 2021. június 11. (Felíratos) |
| 93. | 3. | A bird? A plane? …oh a dragon?!          | Itt a Sárkány-idő...                              |          |      | 2021. június 25. | 2021. június 25. (Felíratos) |
| 94. | 4. | It's time… to… ROCK!                     | Rejtélyek, felfedezések és EPIKUS táncmozdulatok! |          |      | 2021. július 9.  | 2021. július 9. (Felíratos)  |

### 14. Évad: The Virtues of Spinjitzu (2022)[73]
| #    | #  | Eredeti cím | Magyar cím | Rendezte        | Írta                      | Eredeti Premier   | Magyar premier |
| ---- | -- | ----------- | ---------- | --------------- | ------------------------- | ----------------- | -------------- |
| 95.  | 1. | Curiosity   |            | Shane Poettcker | Kevin Burke & Chris Wyatt | 2022. január 11.  |                |
| 96.  | 2. | Balance     |            | Juan Franzius   | Kevin Burke & Chris Wyatt | 2022. január 18.  |                |
| 97.  | 3. | Wisdom      |            | Wade Cross      | Kevin Burke & Chris Wyatt | 2022. január 25.  |                |
| 98.  | 4. | Honesty     |            | Wade Cross      | Kevin Burke & Chris Wyatt | 2022. február 1.  |                |
| 99.  | 5. | Generosity  |            | Shane Poettcker | Kevin Burke & Chris Wyatt | 2022. február 8.  |                |
| 100. | 6. | Courage     |            | Juan Franzius   | Kevin Burke & Chris Wyatt | 2022. február 15. |                |

### 15. Évad: Legmerészebb Álmok (Will you enter the Dream World?)
| #    | #  | Eredeti cím                          | Magyar cím             | Rendezte | Írta | Eredeti Premier   | Magyar premier       |
| ---- | -- | ------------------------------------ | ---------------------- | -------- | ---- | ----------------- | -------------------- |
| 101. | 1. | I Just Had the Weirdest Dream        | Legvadabb álmok        |          |      | 2023. április 17. | 2023. szeptember 27. |
| 102. | 2. | I Just Had the Most Wonderful Dream  | Legcsodálatosabb álmok |          |      | 2023. április 17. | 2023. szeptember 28. |
| 103. | 3. | I Just Had the Most Peculiar Dream   | Legkülönösebb álmok    |          |      | 2023. április 17. | 2023. szeptember 29. |
| 104. | 4. | I Just Had the Most Outrageous Dream | Legfelkavaróbb álmok   |          |      | 2023. április 17. | 2023. szeptember 30. |

### Összeállítások
| #  | Cím | Rendezte | Írta | Premier            | Premier            | Játék idő |
| -- | --- | --- | --- | ------------------ | ------------------ | --------- |
| 1. | Wu's Teas – LEGO NINJAGO – Full Length Episode | Anne-Marie Solling Kristensen, Benjamin Brokop, Emma Hjulmand Nielsen, Kenneth Bonde, Kristian Haskjold, Mads Buch, Michael Helmuth Hansen, Per During Risager, Peter Egeberg, Peter Hausner, Rene Madsen, Rolf Krarup, Trylle Vilstrup | Jordan Dunn, Michael Kvamme, Mark Lester, Steven Wilson                                                                                              | 2017. július 13.   | TBA                | 22 perc   |
| 2. | LEGO Ninjago: A Légi-kalózok legendái videó összeállítás (LEGO Ninjago Mini Episodes: Tall Tales Video Compilation from Sky Pirates (2016 Movies in English)) | Michael Hegner | Dan Hageman, Kevin Hageman | 2018. november 18. | 2018. december 17. | 13 perc   |
| 3. | Spinzitju Mesterei – LEGO Ninjago – Rövidfilm gyüjtemény (LEGO Ninjago Masters of Spinjitzu First 2011 Mini Movies Compilation)                               | Peter Dodd & Michael Helmuth | Tommy Andreasen, William Thorogood & Brian Ellis | 2018. november 21. | 2019. november 13. | 11 perc   |
| 4. | Gonosztevők visszaemlékezés összeállítás – LEGO Ninjago (LEGO Ninjago Villains Throwback Compilation (2016) Museum of History Doctor Sanders "Bad Guys" Tour) | Michael Hegner | Dan Hageman, Kevin Hageman | 2018. november 24. | 2019. november 6.  | 6 perc    |
| 5. | Történetek a Spinjitzu monostorából – LEGO Ninjago – Új részek                                                                                                | Rolf Rolf, Benjamin Brokop, Jeppe Sandholt, Sanne Dirckinck-Holmfeld & Peter Egeberg | Tommy Andreasen | TBA                | 2019. február 27.  | 20 perc   |
| 6. | Prime Empire Original Shorts: Inside the Game (Compilation) – LEGO® NINJAGO®                                                                                  | Clint Gamble, Juan Franzius & Ashley Lynch | Chato Hill | 2020. március 6.   | TBA                | 11 perc   |
| 7. | NINJAGO Örökség rövidfilmek – Újragondolva – Összeállítás (LEGO NINJAGO LEGACY shorts – Reimagined – Compilation)                                             | Ben Marsaud, Shaofu Zang, Ridd Sorensen, Rich Johnson & CC Pixels | Mikkel Okholm, Ben Marsaud, Kevin Burke, Chris Wyatt, Andrew Chesworth, Frank Gibson, Noelle Raffaele, Shaofu Zhang, Ridd Sorensen & Ryan Estabrooks | 2021. június 4.    | 2021. július 16.   | 22 perc   |
| 8. | Ninjago The Virtues of Spinjitzu Compilation | Shane Poettcker, Juan Franzius & Wade Cross | Kevin Burke & Chris Wyatt | 2022. február 22.  | TBA                | 23 perc   |

## Bloopers
| #  | Eredeti cím | Rendezte    | Írta                 | Eredeti premier                                                                                 |
| -- | --- | ----------- | -------------------- | ----------------------------------------------------------------------------------------------- |
| 1. | 2014 blooper reel (Megnevezett Cím) Exclusive Blooper Reel! – LEGO Ninjago (Hivatalos Cím)                                            | Martin Skov | The Hageman Brothers | 2014. augusztus 4.                                                                              |
| 2. | LEGO NINJAGO Movie Outtakes and Bloopers                                                                                              |             |                      | 2017. szeptember 19. (Cartoon Network YouTube-csatorna)2017. október 2. (LEGO YouTube-csatorna) |
| 3. | Season 13 blooper reel (Megnevezett Cím) That's a wrap – Season 13 Outtakes & Bloopers – NINJAGO Dungeons of Shintaro (Hivatalos Cím) |             |                      | 2020. október 14. (LEGO Life)                                                                   |

## Stop Motion (2017-2018)
| #  | Eredeti cím                                      | Magyar cím                                      | Eredeti premier   | Eredeti premier     | Magyar premier    | Magyar premier    |
| #  | Eredeti cím                                      | Magyar cím                                      | YouTube           | Lego Honlap         | YouTube           | Lego Honlap       |
| -- | ------------------------------------------------ | ----------------------------------------------- | ----------------- | ------------------- | ----------------- | ----------------- |
| 1. | Time Twins on the hunt                           | Az időikrek vadászaton                          | 2017. március 1.  | 2017. szeptember 1. | 2017. március 1.  | 2018. november 3. |
| 2. | Snake Army Assemble                              | Kígyósereg, gyülekező!                          | 2017. március 12. | 2018. április 12.   | 2017. március 12. | 2018. november 6. |
| 3. | Ride Ninja Stop-Motion: The Chase – LEGO NINJAGO | LEGO® NINJAGO® Ride Ninja Stop-Motion: A hajsza | 2018. január 1.   | 2018. április 12.   | 2018. január 1.   | 2018. november 6. |
| 4. | Dragon Pit Duel                                  |                                                 | 2018. július 10.  |                     | 2018.             |                   |

## LEGO NINJAGO Explained (2020)
| #  | Eredeti cím                                                            | Magyar cím | Írta          | Eredeti premier     | Magyar premier |
| -- | ---------------------------------------------------------------------- | ---------- | ------------- | ------------------- | -------------- |
| 1. | LEGO NINJAGO Explained: Everything You NEED to Know about LEGO NINJAGO |            | Greg Farshtey | 2020. augusztus 24. | TBA            |

| #  | Eredeti cím                        | Magyar cím                                | Eredeti premier      | Magyar premier       |
| -- | ---------------------------------- | ----------------------------------------- | -------------------- | -------------------- |
| 1. | The Best LEGO NINJAGO Battles Ever | A valaha volt legjobb LEGO NINJAGO harcok | 2020. szeptember 10. | 2020. szeptember 10. |
| 2. | Meet the Villains of LEGO NINJAGO  | Ismerd meg a LEGO NINJAGO gonosztevőit!   | 2020. szeptember 12. | 2020. szeptember 12. |
| 3. | Meet the LEGO NINJAGO Heroes       | Ismerd meg a LEGO NINJAGO hőseit!         | 2020. szeptember 14. | 2020. szeptember 14. |

## Journey to Mastery (2021)[89]
| #          | Eredeti cím                             | Magyar cím                                                                                  | Eredeti premier   | Magyar premier    |
| Courage    | Courage                                 | Courage                                                                                     | Courage           | Courage           |
| ---------- | --------------------------------------- | ------------------------------------------------------------------------------------------- | ----------------- | ----------------- |
| 1.         | Kai's Courageous Journey to Mastery     | Kai kiválósághoz vezető útja (YouTube Cím) Kai vakmerő útja a kiválóságig (LEGO Honlap Cím) | 2021. január 29.  | 2021. január 29.  |
| 2.         | Kai: The Charmer                        | Kai: Az elbűvölő (YouTube Cím) Kai: A sármőr (LEGO Honlap Cím)                              | 2021. január 29.  | 2021. január 29.  |
| 3.         | Kai: Always Fighting With Courage       | Kai: A mindig bátor (YouTube Cím) Kai: Az örök bátorság harcosa (LEGO Honlap Cím)           | 2021. január 29.  | 2021. január 29.  |
| Balance    |                                         |                                                                                             |                   |                   |
| 4.         | Cole’s Journey to Mastering Balance!    | Cole útja az egyensúly megszerzéséig!                                                       | 2021. február 24. | 2021. február 24. |
| 5.         | The Power Which Balance Unleashes!      | Az erő, amit az egyensúly szabadít fel!                                                     | 2021. február 24. | 2021. február 24. |
| 6.         | Cole: Balance Between Strength and Fun! | Cole: Egyensúly az erő és a mókázás között!                                                 | 2021. február 24. | 2021. február 24. |
| Wisdom     |                                         |                                                                                             |                   |                   |
| 7.         | Destined to Defeat The Dark Lord        | A Sötét Úr legyőzésére teremtve                                                             | 2021. március 2.  | 2021. március 2.  |
| 8.         | The Elemental Master of Energy          | Az Energia elemi mestere                                                                    | 2021. március 2.  | 2021. március 2.  |
| 9.         | The Unintentionally Funny Super-Villain | Az akaratlanul vicces szuper-gonosztevő                                                     | 2021. március 2.  | 2021. március 2.  |
| Honesty    |                                         |                                                                                             |                   |                   |
| 10.        | When Jay Learned His True Past          | Amikor Jay megismerte az igazi múltját                                                      | 2021. április 1.  | 2021. április 1.  |
| 11.        | The Elemental Master of Lightning       | A Villámlás elemi mestere                                                                   | 2021. április 1.  | 2021. április 1.  |
| 12.        | Mastering Honesty Even as a Snake       | Gyakorold az őszinteséget még kígyóként is                                                  | 2021. április 1.  | 2021. április 1.  |
| Generosity |                                         |                                                                                             |                   |                   |
| 13.        | The Potential of Generosity             | A nagylelkűség lehetősége                                                                   | 2021. május 5.    | 2021. május 5.    |
| 14.        | Generosity Wins the Battle              | A nagylelkűség győz a csatában                                                              | 2021. május 5.    | 2021. május 5.    |
| 15.        | Nindroids Can Be Generous Too           | Nindroidok is lehetnek nagylelkűek                                                          | 2021. május 5.    | 2021. május 5.    |
| Curiosity  |                                         |                                                                                             |                   |                   |
| 16.        |                                         | AHHOZ, HOGY FELSZABADÍTSD VALÓDI KÉPESSÉGEIDET, ELŐSZÖR ÖNMAGADAT KELL FELSZABADÍTANOD      | 2021. június 1.   | 2021. június 1.   |
| 17.        | The Master Of Water                     | A Víz Ura Nya, A Nap hőse                                                                   | 2021. június 1.   | 2021. június 1.   |
| 18.        |                                         | A Kívácsiság Nya Titkos Fegyvere                                                            | 2021. június 1.   | 2021. június 1.   |

### Ninjago Game Reviews (2022)
| #  | Eredeti cím                                                                              | Magyar cím                   | Eredeti premier                                        | Magyar premier              |
| -- | ---------------------------------------------------------------------------------------- | ---------------------------- | ------------------------------------------------------ | --------------------------- |
| 1. | Cole uses his balance! (YouTube Cím)Cole’s Block-Stacking Challenge (LEGO Honlap Cím)    | Cole toronyépítő kihívása    | 2022. május 9. (YouTube)2022. május 20. (LEGO Honlap)  | 2022. május 20. (Felíratos) |
| 2. | How will Lloyd crack the puzzle? (YouTube Cím)Lloyd’s Puzzle Challenge (LEGO Honlap Cím) | Lloyd rejtvényfejtő kihívása | 2022. május 11. (YouTube)2022. május 20. (LEGO Honlap) | 2022. május 20. (Felíratos) |
| 3. | Stay curious, Nya!                                                                       |                              | 2022. május 14.                                        |                             |
| 4. | Zane streams a new ninja game                                                            |                              | 2022. május 18.                                        |                             |

## Ninjago: A Musical Journey (2021)
| #  | Eredeti cím                            | Magyar cím                                 | Eredeti premier   | Magyar premier    |
| -- | -------------------------------------- | ------------------------------------------ | ----------------- | ----------------- |
| 1. | NINJAGO: A Musical Journey (1/4)       | NINJAGO: Zenés utazás (1/4)                | 2021. január 14.  | 2021. január 14.  |
| 2. | NINJAGO: A Musical Journey (2/4)       | NINJAGO: Zenés utazás (2/4)                | 2021. február 19. | 2021. február 19. |
| 3. | NINJAGO: A Musical Journey (3/4)       | NINJAGO: Zenés utazás (3/4)                | 2021. március 19. | 2021. március 19. |
| 4. | NINJAGO: A Musical Journey (4/4)       | NINJAGO: Zenés utazás (4/4)                | 2021. április 16. | 2021. április 16. |
| #  | Eredeti cím                            | Magyar cím                                 | Eredeti premier   | Magyar premier    |
| 1. | NINJAGO: A Musical Journey (2011-2020) | LEGO NINJAGO története (2011-2020) zenével | 2021. június 6.   | 2021. június 6.   |

### Ninjago: 10 Years of Adventure (2021)
| #  | Eredeti cím                                                 | Magyar cím                                            | Eredeti premier  | Magyar premier   |
| -- | ----------------------------------------------------------- | ----------------------------------------------------- | ---------------- | ---------------- |
| 1. | LEGO NINJAGO – Masters of Spinjitzu – 10 Years of Adventure | LEGO NINJAGO – A Spinjitzu mesterei – 10 évnyi kaland | 2021. január 14. | 2021. január 14. |

## Ninjago Reviews

### Ninjago Seasons Reviews (2020-2022)
| #        | Eredeti cím | Magyar cím | Eredeti premier      | Eredeti premier     | Magyar premier       | Magyar premier      |
| #        | Eredeti cím | Magyar cím | YouTube              | LEGO Honlap         | YouTube              | LEGO Honlap         |
| 12. évad | 12. évad | 12. évad | 12. évad             | 12. évad            | 12. évad             | 12. évad            |
| -------- | --- | --- | -------------------- | ------------------- | -------------------- | ------------------- |
| 1.       | Prime Empire Moments: Ninja Action                                                                                      | LEGO NINJAGO: Prime Empire pillanatok – Nindzsa akció (YouTube Cím)Prime Empire Pillanatok: Nindzsaakció – LEGO® NINJAGO® (LEGO Honlap Cím)                  | 2020. április 22.    | 2020. szeptember 4. | 2020. április 22.    | 2020. május 26.     |
| 2.       | Prime Empire Moments: New Heroes And Challenges                                                                         | LEGO NINJAGO: Prime Empire pillanatok – Új hősök és kihívások (YouTube Cím)Prime Empire Pillanatok: Új hősök és kihívások – LEGO® NINJAGO® (LEGO Honlap Cím) | 2020. április 24.    | 2020. május 19.     | 2020. április 24.    | 2020. május 20.     |
| 3.       | Prime Empire Moments: Speed Racing                                                                                      | LEGO NINJAGO: Prime Empire pillanatok – Gyorsulási verseny (YouTube Cím)Prime Empire Pillanatok: Autóverseny – LEGO® NINJAGO® (LEGO Honlap Cím)              | 2020. április 26.    | 2020. május 20.     | 2020. április 26.    | 2020. május 20.     |
| 4.       | Prime Empire Moments: Dragons                                                                                           | LEGO NINJAGO: Prime Empire pillanatok – Sárkányok | 2020. április 27.    |                     | 2020. április 27.    |                     |
| 5.       | Prime Empire Moments: Temple of Madness                                                                                 | LEGO NINJAGO: Prime Empire pillanatok – Az őrült birodalom temploma                                                                                          | 2020. április 30.    |                     | 2020. április 30.    |                     |
| 14. évad | | |                      |                     |                      |                     |
| 6.       | Ninjago S3 – Jungle Chopper & Catamaran – The Island (YouTube Cím)NINJAGO S3 – Chopper & Catamaran (LEGO Honlap Cím)    | Ninjago 3. évad – Dzsungel chopper és tutaj – A sziget (YouTube Cím)NINJAGO S3 – Chopper és katamarán (LEGO Honlap Cím)                                      | 2021. március 5.     | 2021. március 24.   | 2021. március 5.     | 2021. március 24.   |
| 7.       | Ninjago Season 3 – The Keepers and Zippy – The Island                                                                   | Ninjago 3. évad – Az Őrzők és Zippy – A sziget | 2021. március 17.    |                     | 2021. március 17.    |                     |
| 15. évad | | |                      |                     |                      |                     |
| 8.       | NINJAGO Seabound – Ninja Action                                                                                         | NINJAGO Seabound: Nindzsaakció | 2021. szeptember 30. |                     | 2021. szeptember 30. |                     |
| 9.       | NINJAGO Seabound – Underwater Kingdom                                                                                   | NINJAGO Seabound: Vízalatti királyság | 2021. október 4.     | 2021. október 13.   | 2021. október 4.     | 2021. október 13.   |
| 10.      | NINJAGO Seabound – Underwater Battles                                                                                   | NINJAGO Seabound: Vízalatti csaták | 2021. október 10.    | 2021. november 3.   | 2021. október 10.    | 2021. november 3.   |
| 11.      | NINJAGO Seabound – Wijira, Sea Serpent (YouTube Cím)Wojira’s trail of destruction (LEGO Honlap Cím)                     | NINJAGO Seabound: Wojira, a tengeri kígyó (YouTube Cím)Wojira pusztításának ösvénye (LEGO Honlap Cím)                                                        | 2021. október 22.    | 2021. augusztus 10. | 2021. október 22.    | 2021. augusztus 11. |
| 16. évad | | |                      |                     |                      |                     |
| 12.      | Ninjago Crystalized – Ninja on the run                                                                                  | Ninják szökésben – LEGO Ninjago Crystalized | 2022. május 4.       |                     | 2022. május 4.       |                     |
| 13.      | LEGO® NINJAGO Crystalized – Crystal Calamity (YouTube Cím)The vehicles have been seriously upgraded! (LEGO Honlap Cím)  | A járművek jelentős tuningoláson estek át! (LEGO Honlap) | 2022. szeptember 30. | 2022. október 19.   | 2022. szeptember 30. | 2022. október 19.   |
| 14.      | LEGO® NINJAGO Crystalized – Power Up! (YouTube Cím)Can you guess the secret behind the golden powers? (LEGO Honlap Cím) | LEGO NINJAGO Crystalized – Harcra fel! (YouTube Cím)Mit tippelsz, mi lehet az arany erők titka? (LEGO Honlap Cím)                                            | 2022. október 4.     | 2022. október 19.   | 2022. október 4.     | 2022. október 19.   |

### Ninjago Reviews (2022)
| #  | Eredeti cím | Magyar cím | Eredeti premier                                           | Magyar premier                                            |
| -- | --- | --- | --------------------------------------------------------- | --------------------------------------------------------- |
| 1. | Stealthy as a Ninja (YouTube Cím)Keep the element of surprise! (LEGO Honlap Cím)                                 | Óvatos, mint egy nindzsa (YouTube Cím)Élj a meglepetés erejével! (LEGO Honlap Cím)                                  | 2022. április 1. (YouTube)2022. április 26. (LEGO Honlap) | 2022. április 1. (YouTube)2022. április 26. (LEGO Honlap) |
| 2. | Welcome home, Ninja (YouTube Cím)Superfast ninja action (LEGO Honlap Cím)                                        | Üdv itthon nindzsa! (YouTube Cím)Szupergyors nindzsaakció (LEGO Honlap Cím)                                         | 2022. április 1. (YouTube)2022. április 27. (LEGO Honlap) | 2022. április 1. (YouTube)2022. április 27. (LEGO Honlap) |
| 3. | Make way for LEGO Ninjago and their awesome gear (YouTube Cím)Be ready to try new ninja moves! (LEGO Honlap Cím) | Itt a LEGO Ninjago és fantasztikus felszereléseik (YouTube Cím)Próbálj ki új nindzsamozdulatokat! (LEGO Honlap Cím) | 2022. április 1. (YouTube)2022. április 28. (LEGO Honlap) | 2022. április 1. (YouTube)2022. április 28. (LEGO Honlap) |

## Ninjago Szett Animációk
| #                                  | Eredeti cím | Magyar cím | Eredeti premier                                         | Magyar premier       |
| Ride Ninja                         | Ride Ninja | Ride Ninja | Ride Ninja                                              | Ride Ninja           |
| ---------------------------------- | --- | --- | ------------------------------------------------------- | -------------------- |
| 1.                                 | Ride Ninja – LEGO NINJAGO – 70638 Katana V11                                                                           | Katana V11 – Lego Ninjago – 70638 Ride Ninja termékvideó                                                         | 2018. január 1.                                         | 2018. január 1.      |
| 2.                                 | LEGO NINJAGO – 70639 Street Race of Snake Jaguar                                                                       | A Jaguárkígyó utcai verseny – Lego Ninjago – 70639 Ride Ninja termékvideó                                        | 2018. január 1.                                         | 2018. január 1.      |
| 3.                                 | Ride Ninja – 70640 SOG Headquarters – LEGO NINJAGO                                                                     | Ride Ninja termékvideó – Lego Ninjago – 70640 G.F. Központ                                                       | 2018. január 1.                                         | 2018. január 1.      |
| 4.                                 | Ride Ninja – LEGO NINJAGO – 70641 Ninja Nightcrawler                                                                   | Nindzsa éjjeli lopakodó – Lego Ninjago – 70641 Ride Ninja termékvideó                                            | 2018. január 1.                                         | 2018. január 1.      |
| 5.                                 | Ride Ninja – 70642 Killow vs. Samurai X – LEGO NINJAGO                                                                 | Ride Ninja termékvideó – Lego Ninjago – 70642 Killow Szamuráj X ellen                                            | 2018. január 1.                                         | 2018. január 1.      |
| 6.                                 | Ride Ninja – 70643 Temple of Resurrection – LEGO NINJAGO                                                               | A Feltámadás temploma – Lego Ninjago – 70643 Ride Ninja termékvideó                                              | 2018. január 1.                                         | 2018. január 1.      |
| Free the Dragons                   | | |                                                         |                      |
| 7.                                 | Lightning Dragon Unleashed – LEGO NINJAGO 70652 Stormbringer                                                           | A Villámsárkány kiszabadul – LEGO NINJAGO 70652 Viharkeltő                                                       | 2018. május 31.                                         | 2018. május 31.      |
| 8.                                 | Red Dragon Rescue – LEGO NINJAGO 70653 Firstbourne                                                                     | Firstbourne megmentése – LEGO NINJAGO 70653 Firstbourne                                                          | 2018. május 31.                                         | 2018. május 31.      |
| 9.                                 | Armored vehicle attacks! – LEGO NINJAGO 70654 Dieselnaut                                                               | Páncélozott járművek támadása – LEGO NINJAGO 70654 Dieselnaut                                                    | 2018. május 31.                                         | 2018. május 31.      |
| Legacy 1. hullám                   | | |                                                         |                      |
| 10.                                | The Golden Dragon – The Final Battle: Lloyd the Golden Ninja vs. Overlord – LEGO® NINJAGO                              | A végső ütközet: Lloyd az arany nindzsa a Sötét Úr ellen – LEGO Ninjago                                          | 2019. január 11.                                        | 2019. január 11.     |
| 11.                                | Cole’s Earth Driller – Cole and Kai vs. Giant Stone Warrior – LEGO® NINJAGO                                            | Cole földfúrója – Cole és Kai az Óriás Kőharcos ellen – LEGO Ninjago                                             | 2019. január 12.                                        | 2019. január 12.     |
| 12.                                | Monastery of Spinjitzu – Ninja vs. Wyplash the skulkin general – LEGO® NINJAGO                                         | A Spinjitzu monostora – A nindzsák Wyplash, a csontváz tábornok ellen – LEGO Ninjago                             | 2019. január 13.                                        | 2019. január 13.     |
| Secrets of the Forbidden Spinjitzu | | |                                                         |                      |
| 13.                                | Need a new ninja helicopter? – 70673 – Shuricopter                                                                     | Szükséged van egy új Ninjja helikopterre? 70673 – Shurikopter                                                    | 2019. szeptember 24.                                    | 2019. szeptember 24. |
| 14.                                | Want to fight a magic fantasy snake? – 70674 Fire Fang                                                                 | Meg küzdenél egy varázslatos kigyóval? – 70674 Tüzes Agyar                                                       | 2019. szeptember 25.                                    | 2019. szeptember 25. |
| 15.                                | Lloyd's Titan Mech vs. General Vex – Epic Ninja Battle!                                                                | Llyod mechanikus titánja vs Vex tábornok – Legendás Ninja csaták!                                                | 2019. szeptember 26.                                    | 2019. szeptember 26. |
| Prime Empre                        | | |                                                         |                      |
| 16.                                | Velocity Racers & Mech Jet – LEGO NINJAGO – Prime Empre (YouTube Cím)Jay and Lloyd’s Velocity Racers (LEGO Honlap Cím) | Versenyjárművek és Sugárhajtású robot – LEGO NINJAGO (YouTube Cím)Jay és Lloyd versenyjárművei (LEGO Honlap Cím) | 2020. február 12. (YouTube)2020. május 5. (LEGO Honlap) | 2020. február 12.    |
| Legacy 2. hullám                   | | |                                                         |                      |
| 17.                                | NINJAGO Masters of Spinjitzu: Golden Mech                                                                              | NINJAGO Spinjitzu Mesterei: Arany mech                                                                           | 2020. február 17.                                       | 2020. február 17.    |
| Prime Empre                        | | |                                                         |                      |
| 18.                                | Jay's Cyber Dragon vs. Empire Temple of Madness – LEGO NINJAGO – Prime Empre                                           | LEGO NINJAGO – Prime Empire: Az őrült birodalom temploma                                                         | 2020. március 10.                                       | 2020. március 10.    |
| Legacy 2. hullám                   | | |                                                         |                      |
| 19.                                | Kai & Lloyd vs. Nindroid Warriors – LEGO NINJAGO Legacy                                                                | Kai & Lloyd vs. Nindroid harcosok – LEGO NINJAGO Örökség                                                         | 2020. június 29.                                        | 2020. június 29.     |
| Master of Mountain                 | | |                                                         |                      |
| 20.                                | Dungeons of Shintaro – Wu and the Ivory Blade of Deliverance – LEGO NINJAGO                                            | Shintaro tömlöcei – Wu és a Megszabadítás elefántcsontpengéje – LEGO NINJAGO                                     | 2020. július 30.                                        | 2020. július 30.     |
| 21.                                | Dungeons of Shintaro – Cole Rescue – LEGO NINJAGO                                                                      | Shintaro tömlöcei – Cole megmentése – LEGO NINJAGO                                                               | 2020. augusztus 24.                                     | 2020. augusztus 24.  |
| Legacy 3. hullám                   | | |                                                         |                      |
| 22.                                | Zane's Titan Mech Battle – LEGO Ninjago                                                                                | Zane mechanikus Titánjának csatája – LEGO Ninjago                                                                | 2021. február 23.                                       | 2021. február 23.    |

## Egyéb rövidfilmek

### Airjitzu (2015)
| #   | Eredeti cím                 | Magyar cím           | Eredeti premier  | Magyar premier      |
| --- | --------------------------- | -------------------- | ---------------- | ------------------- |
| 1.  | Antonius Shot!              |                      | 2015. június 26. |                     |
| 2.  | Backbend Basketshot!        | Kosárra dobás háttal | 2015. június 26. | 2015. augusztus 13. |
| 3.  | Basket Shot!                | Kosárra dobás        | 2015. június 27. | 2015. augusztus 13. |
| 4.  | Bike Catch!                 | Elkapás kerékpárral  | 2015. június 27. | 2015. augusztus 14. |
| 5.  | Flyer Switch Shot!          | Repülő cserélő lövés | 2015. június 27. | 2015. augusztus 14. |
| 6.  | Handspin!                   | Pörgetés kézzel      | 2015. június 27. | 2015. augusztus 15. |
| 7.  | Hole in One!                | Telitalálat          | 2015. június 27. | 2015. augusztus 15. |
| 8.  | Ramp Shot Hand Catch!       |                      | 2015. június 27. |                     |
| 9.  | Double Bank Shot!           |                      | 2015. június 27. |                     |
| 10. | Cup Shot!                   |                      | 2015. június 27. |                     |
| 11. | Double Catch On Skateboard! |                      | 2015. június 27. |                     |
| 12. | The Bullseye Game!          |                      | 2015. június 27. |                     |
| 13. | Ramp Shot Into Bucket!      |                      | 2015. június 30. |                     |

### Időpengék (2017)
| #  | Eredeti cím              | Magyar cím            | Eredeti premier   | Magyar premier    |
| -- | ------------------------ | --------------------- | ----------------- | ----------------- |
| 1. | Time Blade: Fast Forward | A gyorsító időpenge   | 2017. január 24.  | 2017. január 24.  |
| 2. | Time Blades: Slo Mo      | A slow-mo időpenge    | 2017. január 24.  | 2017. január 24.  |
| 3. | Time Blades: Pause       | Az időmegállító penge | 2017. február 7.  | 2017. február 7.  |
| 4. | Time Blades: Reverse     | A hátramenet időpenge | 2017. február 13. | 2017. február 13. |

### Spinjitzu Masters’ Awesome Tricks (2018)
| #   | Eredeti cím                                              | Magyar cím                                                   | Eredeti premier | Magyar premier  |
| --- | -------------------------------------------------------- | ------------------------------------------------------------ | --------------- | --------------- |
| 1.  | Spin Ninja - Trick Compilation                           |                                                              | 2018. január 1. |                 |
| #   | Eredeti cím                                              | Magyar cím                                                   | Eredeti premier | Magyar premier  |
| 1.  | Spinjitzu Masters’ Awesome Tricks - The Palm Spin        | Spinjitzu mesterek bámulatos trükkjei - The Palm Spin        | 2018. január 3. | 2018. január 3. |
| 2.  | Spinjitzu Masters’ Awesome Tricks - The Kick Flip        | Spinjitzu mesterek bámulatos trükkjei - The Kick Flip        | 2018. január 3. | 2018. január 3. |
| 3.  | Spinjitzu Masters’ Awesome Tricks - The Knock Out        | Spinjitzu mesterek bámulatos trükkjei - The Knock Out        | 2018. január 3. | 2018. január 3. |
| 4.  | Spinjitzu Masters’ Awesome Tricks - The Leap Frog        | Spinjitzu mesterek bámulatos trükkjei - The Leap Frog        | 2018. január 3. | 2018. január 3. |
| 5.  | Spinjitzu Masters’ Awesome Tricks - The Eye of the Storm | Spinjitzu mesterek bámulatos trükkjei - The Eye of the Storm | 2018. január 3. | 2018. január 3. |
| 6.  | Spinjitzu Masters’ Awesome Tricks – The Zen              | Spinjitzu mesterek bámulatos trükkjei - The Zen              | 2018. január 3. | 2018. január 3. |
| 7.  | Killer Dance Moves                                       | Spinjitzu táncmozdulatok                                     | 2018. január 3. | 2018. január 3. |
| 8.  | Awesome Street Skating                                   | Spinjitzu deszkás trükkök                                    | 2018. január 3. | 2018. január 3. |
| 9.  | Epic Parkour Skills                                      | Spinjitzu parkour trükkök                                    | 2018. január 3. | 2018. január 3. |
| 10. | Cool Street Challenges                                   | Spin Ninja Trükkök: A Spinjitzu Mesterek                     | 2018. január 3. | 2018. január 3. |

### Spinjitzu Masters (2018)
| #  | Eredeti cím | Magyar cím            | Eredeti premier | Magyar premier   |
| -- | ----------- | --------------------- | --------------- | ---------------- |
| 1. |             | Storm Eye Trükk videó |                 | 2018. március 1. |
| 2. |             | Palmspin Trükk videó  |                 | 2018. március 1. |
| 3. |             | Zen Trükk videó       |                 | 2018. március 1. |
| 4. |             | Leapfrog Trükk videó  |                 | 2018. március 1. |
| 5. |             | Knockout Trükk videó  |                 | 2018. március 1. |
| 6. |             | Kickflip Trükk videó  |                 | 2018. március 1. |

### Dragonjitzu: Master Tricks and Free the Dragons (2018)
| #  | Eredeti cím                                    | Magyar cím                                         | Eredeti premier | Magyar premier    |
| -- | ---------------------------------------------- | -------------------------------------------------- | --------------- | ----------------- |
| 1. | Jay Dragon Master Flyer! - LEGO NINJAGO 70646  |                                                    | 2018. június 7. |                   |
| 2. | Kai Dragon Master Flyer! - LEGO NINJAGO 70647  | Kay – Sárkánymester repülő! – LEGO® NINJAGO® 70647 | 2018. június 7. | 2018. október 31. |
| 3. | Zane Dragon Master Flyer! - LEGO NINJAGO 70648 |                                                    | 2018. június 7. |                   |
| 4. | Soar with the Dragon Master Flyers!            |                                                    | 2018. június 7. |                   |

#### Dragonjitzu: Free the Dragons (2018)
| #  | Eredeti cím                     | Magyar cím            | Eredeti premier  | Magyar premier  |
| -- | ------------------------------- | --------------------- | ---------------- | --------------- |
| 1. | Spinjitzu Master: Grande Finale |                       | 2018. július 3.  |                 |
| 2. | Fly Far! Fly High!              | Repülj messzire!      | 2018. július 13. | 2018. május 23. |
| 3. | Ready! Steady! Fire!            | Vigyázz! Kész! Tűz!   | 2018. július 13. | 2018. május 23. |
| 4. | Compete to Win!                 | Repülj a győzelemért! | 2018. július 13. | 2018. május 23. |

### Spinjitzu Masters (2019)
| #  | Eredeti cím              | Magyar cím                                        | Eredeti premier   | Magyar premier    |
| -- | ------------------------ | ------------------------------------------------- | ----------------- | ----------------- |
| 1. | Spinner Tricks At Home   | Próbáld ki magad a Spinjitsu kihívásban otthon    | 2019. március 1.  | 2019. március 1.  |
| 2. | Spinner Tricks At School | Spinjitsu leszámolás a suliban                    | 2019. március 8.  | 2019. március 8.  |
| 3. | Spinner Tricks Outside   | Spinjitsu leszámolás - kültéri trükkök és játékok | 2019. március 15. | 2019. március 15. |

#### Klassz LEGO® NINJAGO® Spinjitzu Pörgettyűs és görkoris mutatvány (2019)
| #  | Eredeti cím                          | Magyar cím                                       | Eredeti premier    | Magyar premier     |
| -- | ------------------------------------ | ------------------------------------------------ | ------------------ | ------------------ |
| 1. | Join the Spinjitzu Battle! Be Ninja! | Csatlakozz a Spinjitzu csatához! Válj nindzsává! | 2018. december 20. | 2018. december 20. |
| #  | Eredeti cím                          | Magyar cím                                       | Eredeti premier    | Magyar premier     |
| 1. | Be Ninja: The Zig Zag                | Légy nindzsa: Cikk-cakk                          | 2019. február 16.  | 2019. február 16.  |
| 2. | Be Ninja: The Skulkin Wipe           | Légy nindzsa: Csontvázsöprés                     | 2019. február 17.  | 2019. február 17.  |
| 3. | Be Ninja: The Bat Balance            | Légy nindzsa: Denevér egyensúly                  | 2019. február 17.  | 2019. február 17.  |
| 4. | Be Ninja: The Hand Spin              | Légy nindzsa: Kézen pörgetés                     | 2019. február 17.  | 2019. február 17.  |
| 5. | Be Ninja: The Cup Catch              | Légy nindzsa: Bögrés elkapás                     | 2019. február 17.  | 2019. február 17.  |
| 6. | Be Ninja: The Board Spin             | Légy nindzsa: Gördeszkás pörgetés                | 2019. február 17.  | 2019. február 17.  |
| 7. | Be Ninja: The Book Jump              | Légy nindzsa: Könyves dobás                      | 2019. február 17.  | 2019. február 17.  |
| 8. | Be Ninja: The Paper Spin             | Légy nindzsa: Papíron pörgetés                   | 2019. február 17.  | 2019. február 17.  |

### Tervezői videó
| #  | Eredeti cím                                                                | Magyar cím                                                           | Eredeti premier | Magyar premier     |
| -- | -------------------------------------------------------------------------- | -------------------------------------------------------------------- | --------------- | ------------------ |
| 1. |                                                                            | Színfalak mögött Az üldözés - LEGO Ninjago                           | 2018. január 1. | 2018. január 1.    |
| 2. |                                                                            | Tervezői videó: Katana V11 – Lego Ninjago - 70638                    | 2018. január 1. | 2018. január 1.    |
| 3. |                                                                            | Tervezői videó: A Jaguárkígyó utcai verseny - LEGO Ninjago - 70639   | 2018. január 1. | 2018. január 1.    |
| 4. |                                                                            | Tervezői videó: Nindzda éjjeli lopakodó - LEGO Ninjago - 70641       | 2018. január 1. | 2018. január 1.    |
| 5. | Ride the lightning - Stormbringer – LEGO NINJAGO – 70652 Designer Video    | Utazza a villámon - Viharkeltő – LEGO NINJAGO – 70652                | 2018. május 29. | 2018. november 15. |
| 6. | Fire dragon in the sky - Firstbourne – LEGO NINJAGO – 70653 Designer Video | Tűzsárkány az égen - Firstbourne – LEGO NINJAGO – 70653              | 2018. május 29. | 2018. november 1.  |
| 7. | Command the War Rig - Dieselnaut – LEGO NINJAGO – 70654 Designer Video     | Irányíts a parancsnoki toronyból - Dieselnaut – LEGO NINJAGO – 70654 | 2018. május 29. | 2018. október 31.  |
| 8. | Let the Dragons Loose - Dragon Pit – LEGO NINJAGO – 70655 Designer Video   | Engedd szabadon a sárkányokat - Sárkányverem – LEGO NINJAGO – 70655  | 2018. május 29. | 2018. november 15. |

## Promociós Videók

### The Way of the Ninja (2015)
| #  | Eredeti cím          | Eredeti premier  |
| -- | -------------------- | ---------------- |
| 1. | The Way of the Ninja | 2015. július 10. |

Garmadon vs. Ninja Warrior UK Fails (2017)
| #  | Eredeti cím                         | Eredeti premier   |
| -- | ----------------------------------- | ----------------- |
| 1. | Garmadon vs. Ninja Warrior UK Fails | 2017. október 26. |

### LEGO NINJAGO- Legacy (2019)
| #  | Eredeti cím                                                            | Magyar cím                                                             | Eredeti premier  | Magyar premier     |
| -- | ---------------------------------------------------------------------- | ---------------------------------------------------------------------- | ---------------- | ------------------ |
| 1. | NINJAGO Legacy Moment – LEGO NINJAGO – Epic Action Moments to Remember | NINJAGO® Örökség – Emlékezetes és akciódús pillanatok – LEGO® NINJAGO® | 2019. január 10. | 2018. december 20. |
| 2. | We Are Ninjago! – LEGO NINJAGO – History Video                         | Mi vagyunk a NINJAGO! – Eredet videó – LEGO® NINJAGO®                  | 2019. január 18. | 2018. december 20. |

### Karakter bemutatók

#### A gonosztevők – LEGO NINJAGO – összeállítás
| #  | Eredeti cím                           | Magyar cím                                  | Eredeti premier  | Magyar premier   |
| -- | ------------------------------------- | ------------------------------------------- | ---------------- | ---------------- |
| 1. | Villains – LEGO NINJAGO – compilation | A gonosztevők – LEGO NINJAGO – összeállítás | 2020. június 15. | 2020. június 15. |

#### Karakter bemutatók: 3. évad (2014)
| #  | Eredeti Cím                                                  | Magyar Cím                                                      | Eredeti Premier   | Magyar Premier    |
| -- | ------------------------------------------------------------ | --------------------------------------------------------------- | ----------------- | ----------------- |
| 1. | The story of Zane – LEGO Ninjago – Character Spot            | LEGO® Ninjago – Zane története, karakter ismertető              | 2014. február 20. | 2014. március 27. |
| 2. | The story of Kai – LEGO Ninjago – Character Spot             | LEGO® Ninjago – Kai története, karakter ismertető               | 2014. február 20. | 2014. március 27. |
| 3. | The story of Cole – LEGO Ninjago – Character Spot            | LEGO® Ninjago – Cole története, karakter ismertető              | 2014. február 20. | 2014. március 27. |
| 4. | The story of Jay – LEGO Ninjago – Character Spot             | LEGO® Ninjago – Jay története, karakter ismertető               | 2014. február 20. | 2014. március 27. |
| 5. | The story of Lloyd – LEGO Ninjago – Character Spot           | LEGO® Ninjago – Lloyd története, karakter ismertető             | 2014. február 20. | 2014. március 27. |
| 6. | The story of Nya – LEGO Ninjago – Character Spot             | LEGO® Ninjago – Nya története, karakter ismertető               | 2014. február 20. | 2014. március 27. |
| 7. | The story of Sensei Garmadon – LEGO Ninjago – Character Spot | LEGO® Ninjago – Garmadon Szenszei története, karakter ismertető | 2014. február 20. | 2014. március 27. |
| 8. | The story of Sensei Wu – LEGO Ninjago – Character Spot       | LEGO® Ninjago – Wu Szenszei története, karakter ismertető       | 2014. február 20. | 2014. március 27. |

#### Karakter bemutatók: 4. évad (2015)
| #   | Eredeti Cím                                 | Magyar Cím                       | Eredeti Premier   | Magyar Premier   |
| --- | ------------------------------------------- | -------------------------------- | ----------------- | ---------------- |
| 1.  | Kai – LEGO Ninjago – Character Spot         | LEGO Ninjago – Kai               | 2015. február 5.  | 2015. március 7. |
| 2.  | Jay – LEGO Ninjago – Character Spot         | LEGO Ninjago – Jay               | 2015. február 5.  | 2015. március 2. |
| 3.  | Lloyd – LEGO Ninjago – Character Spot       | LEGO Ninjago – Lloyd Garmadon    | 2015. február 5.  | 2015. július 23. |
| 4.  | Cole – LEGO Ninjago – Character Spot        | LEGO Ninjago – Cole              | 2015. február 5.  | 2015. március 6. |
| 5.  | Garmadon – LEGO Ninjago – Character Spot    | LEGO Ninjago – Garmadon Szenszei | 2015. február 5.  | 2015. július 24. |
| 6.  | LEGO Ninjago – Zane                         | LEGO Ninjago – Zane              | 2015. február 5.  | 2015. március 7. |
| 7.  | Skylor – LEGO Ninjago – Character Spot      | LEGO Ninjago – Skylor            | 2015. február 5.  | 2015. július 25. |
| 8.  | Pythor – LEGO Ninjago – Character Spot      | LEGO Ninjago – Pythor            | 2015. február 5.  | 2015. július 26. |
| 9.  | Master Chen – LEGO Ninjago – Character Spot | LEGO Ninjago – Chen Mester       | 2015. február 5.  | 2015. július 24. |
| 10. | Clouse – LEGO Ninjago                       | LEGO Ninjago – Clouse            | 2015. február 6.  | 2015. július 25. |
| 11. | Zugu – LEGO Ninjago                         | LEGO Ninjago – Zugu              | 2015. február 6.  | 2015. július 26. |
| 12. | Nya – LEGO Ninjago – Character Video        | '                                | 2015. március 31. |                  |

#### Karakter bemutatók: 7. évad (2017)
| #   | Cím                                                      | Premier          |
| --- | -------------------------------------------------------- | ---------------- |
| 1.  | Kai – LEGO Ninjago – Meet the Ninja – Character Spot     | 2017. február 1. |
| 2.  | Cole – LEGO Ninjago – Meet the Ninja – Character Spot    | 2017. február 1. |
| 3.  | Lloyd – LEGO Ninjago – Meet the Ninja – Character Spot   | 2017. február 1. |
| 4.  | Jay – LEGO Ninjago – Meet the Ninja – Character Spot     | 2017. február 1. |
| 5.  | Zane – LEGO Ninjago – Meet the Ninja – Character Spot    | 2017. február 1. |
| 6.  | Nya – LEGO Ninjago – Meet the Ninja – Character Spot     | 2017. február 1. |
| 7.  | Wu – LEGO Ninjago – Meet the Ninja – Character Spot      | 2017. február 1. |
| 8.  | Krux – LEGO Ninjago – Meet the Ninja – Character Spot    | 2017. február 1. |
| 9.  | Acronix – LEGO Ninjago – Meet the Ninja – Character Spot | 2017. február 1. |
| 10. | Machia – LEGO Ninjago – Meet the Ninja – Character Spot  | 2017. február 1. |

#### Karakter bemutatók: 8. évad (2018)
| #  | Eredeti Cím                                                                        | Magyar Cím                                                                                   | Eredeti Premier   | Magyar Premier    |
| -- | ---------------------------------------------------------------------------------- | -------------------------------------------------------------------------------------------- | ----------------- | ----------------- |
| 1. | Meet Lloyd, Princess Harumi, Nya and Ultra Violet – LEGO NINJAGO – Character Video | LEGO® NINJAGO® Szereplő videó: Ismerd meg Lloydot, Harumi hercegnőt, Nyat és Ultra Violetet! | 2018. április 10. | 2018. november 5. |
| 2. | Meet Hutchins, Zane and Mr. E – LEGO NINJAGO – Character Video                     | LEGO® NINJAGO® Szereplő videó: Ismerd meg Hutchinst, Zane-t és Mr. E-t!                      | 2018. április 10. | 2018. november 5. |
| 3. | Meet Kai, Luke Cunningham, Dareth and Cole – LEGO NINJAGO – Character Video        | LEGO® NINJAGO® Szereplő videó: Ismerd meg Kait, Luke Cunninghamet, Dareth-et és Cole-t!      | 2018. április 11. | 2018. november 5. |
| 4. | Meet Killow, Samurai X and Jay – LEGO NINJAGO – Character Video                    | LEGO® NINJAGO® Szereplő videó: Ismerd meg Killow-t, Samurai X-et és Jay-t!                   | 2018. április 11. | 2018. november 5. |

### The LEGO Ninjago Movie Mini Movies (2017)
| #  | Eredeti cím                                                | Eredeti premier                                                                                             |
| -- | ---------------------------------------------------------- | --- |
| 1. | Michael Peña as Kai - LEGO NINJAGO Movie                   | 2017. szeptember 11.                                                                                        |
| 2. | Dave Franco as Lloyd - LEGO NINJAGO Movie                  | 2017. szeptember 12.                                                                                        |
| 3. | Olivia Munn as Koko - LEGO NINJAGO Movie                   | 2017. szeptember 12.                                                                                        |
| 4. | The LEGO NINJAGO Movie - Behind the Bricks - Meet the Cast | 2017. szeptember 16. (Cartoon Network YouTube-csatorna)2017. szeptember 28.(YouTube)(LEGO YouTube-csatorna) |
| 5. | LEGO NINJAGO Movie Outtakes and Bloopers                   | 2017. szeptember 19. (Cartoon Network YouTube-csatorna)2017. október 2. (LEGO YouTube-csatorna)             |

#### A Lego Ninjago film rövidfilmek
| #  | Cím                            | Premier              | Leírás |
| -- | ------------------------------ | -------------------- | --- |
| 1. | SDCC Greeting                  | 2017. július 19.     | Lloyd és rettegett apja Llord Garmadon úgy dönt, hogy San Diego-ba látogatnak A LEGO® NINJAGO® Film bemutatója alkalmából! |
| 1. | Lloyd és Garmadon Budapesten!  | 2017. szeptember 11. | Lloyd és rettegett apja Llord Garmadon úgy dönt, hogy Budapestre látogatnak A LEGO® NINJAGO® Film bemutatója alkalmából!   |
| 2. | Back to School                 | 2017. augusztus 25.  | Nya elmeséli a nézőnek a nindzsák titkait a Ninjago középiskolában.                                                        |
| 3. | Garmadon's Countdown           | 2017. november 11.   | Garmadon, Omar és GPL Tech visszaszámol A LEGO Ninjago Film digitális megjelenéséig.                                       |
| 4. | Garmadon's Digital Shark Choir | 2017. december 12.   | Garmadon karácsonyi éneket ad elő cápáival, hogy megünnepeljék A LEGO Ninjago Film digitális megjelenését.                 |
| 5. | Garmadon's Video for Santa     | 2017. december 19.   | A GPL Tech bemutatja Garmadonnak a megfoghatatlan blu-ray-t.                                                               |

#### A Lego Ninjago film további rövidfilmek
| #  | Cím                                         | Premier | Leírás |
| -- | ------------------------------------------- | ------- | --- |
| 1. | Put On Your Glasses                         | 2017.   | Garmadon próbálja felvenni a napszeművegét a Mechájával, de a tudósai visznek neki egy óriási napszeműveget. LLoyd megíjeszti és kizuhan a képből. |
| 2. | Turn Off Your Phone                         | 2017.   | A Nindzsák éppen a moziban filmet néznek mikor Garmadon felhívja LLoyd-ot.                                                                         |
| 3. | Shark E. Shark in "Which Way To The Ocean?" | 2017.   | A rövidfilm egy bébi cápát követ, aki megpróbál visszajutni az óceánba, miután kilőtték Garmadon cápaágyújából.                                    |
| 4. | Zane's Stand Up Promo                       | 2017.   | A rövidfilm Zane főszereplésével készült Stand-up comedy DVD humoros promója.                                                                      |

### Cartoon Network Promoció (2019-2020)
| #  | Eredeti cím                | Eredeti premier     |
| -- | -------------------------- | ------------------- |
| 1. | The Story So Far           | 2019. november 16.  |
| 2. | Fire and Ice Mashup        | 2020. február 19.   |
| 3. | Arcade Ninja Master Mashup | 2020. augusztus 28. |

### Ninjago NXT (2022)
| #  | Eredeti Cím | Magyar Cím                                             | Eredeti Premier    | Eredeti Premier    | Magyar Premier     |
| #  | Eredeti Cím | Magyar Cím                                             | YouTube            | LEGO Honlap        | Magyar Premier     |
| -- | --- | ------------------------------------------------------ | ------------------ | ------------------ | ------------------ |
| 1. | Noodle Eating Contest with LEGO NINJAGO (YouTube Cím)Let this inspire your #NINJAGONXT story! (LEGO Honlap Cím) | Szerezz inspirációt ebből a #NINJAGONXT történetedhez! | 2022. december 15. | 2022. december 14. | 2022. december 14. |
| 2. | Relive the good old days with LEGO NINJAGO (YouTube Cím)What’s the timeline for your story? (LEGO Honlap Cím)   | Mi a történeted idővonala?                             | 2022. december 17. | 2022. december 28. | 2022. december 28. |
| 3. | Shadow games with LEGO NINJAGO                                                                                  | Mi egy nagyszerű történet titka?                       | 2022. december 24. |                    | 2023. február 9.   |
| 4. | LEGO NINJAGO and the volcano battle                                                                             |                                                        | 2022. december 31. |                    |                    |
| 5. | LEGO NINJAGO and the victory party (YouTube Cím)Let this surprising story inspire you! (LEGO Honlap Cím)        | Szerezz inspirációt ebből a meglepő történetből!       | 2023. január 7.    | 2023. január 11.   | 2023. január 11.   |

## Dalok (2022)
| #  | Eredeti cím | Eredeti cím | Magyar cím | Előadó        | Dal szerző       | Eredeti Premier                | Eredeti Premier                                            | Magyar premier                                            |
| -- | ----------- | --- | --- | ------------- | ---------------- | ------------------------------ | ---------------------------------------------------------- | --------------------------------------------------------- |
| 1. | Inner Steel | LEGO NINJAGO Crystalized - Inner Steel (Sally’s Song) (YouTube Cím)Sally’s song stuck in your head? (LEGO Honlap Cím) | LEGO NINJAGO Crystalized – Inner Steel (Sally dala) (YouTube Cím)Sally dala megragadt a fejedben? (LEGO Honlap Cím) | Ashleigh Ball | Jeppe Riddervold | 2022. június 17. (Audio Videó) | 2022. október 8. (YouTube) 2022. november 18.(LEGO Honlap) | 2022. október 8.(YouTube) 2022. november 18.(LEGO Honlap) |

## LEGO NINJAGO mesterkurzus (LEGO NINJAGO Master Class) (2022)
| #  | Eredeti cím                            | Magyar cím                           | Eredeti premier   | Magyar premier  |
| -- | -------------------------------------- | ------------------------------------ | ----------------- | --------------- |
| 1. | How to draw a ninja                    | Hogyan rajzoljunk nindzsát           | 2022. december 5. | 2024. május 1.  |
| 2. | How to draw a Bone Warrior             | Hogyan rajzoljunk csontharcost?      | 2022. december 5. | 2024. május 8.  |
| 3. | How to draw a comic book background    | Hogyan rajzoljunk képregényhátteret? | 2022. december 5. | 2024. május 10. |
| 4. | How to build a story                   | Hogyan építsünk fel egy történetet   | 2022. december 5. | 2024. május 12. |
| 5. | How to structure a comic               | Hogyan készítsünk képregényt         | 2022. december 5. | 2024. május 15. |
| #  | Eredeti cím                            | Magyar cím                           | Eredeti premier   | Magyar premier  |
| 1. | LEGO NINJAGO Master Class: Compilation |                                      | 2022. december 5. |                 |